# GNU Assembler
El GNU Assembler, conegut comunament com a gas o com, és l'assemblador desenvolupat pel Projecte GNU. És el back-end predeterminat de GCC. S'utilitza per muntar el sistema operatiu GNU i el nucli Linux, i diversos altres programaris. És una part del paquet GNU Binutils.
L'executable s'anomena gas o as, el nom estàndard per a un assemblador Unix. GAS és multiplataforma i s'executa i s'assembla per a diverses arquitectures d'ordinadors diferents. GAS és programari lliure publicat sota la Llicència Pública General de GNU v3.

## Història
La primera versió de GAS es va publicar el 1986-1987. Va ser escrit per Dean Elsner i va donar suport a l'arquitectura VAX.

## Sintaxi general
GAS admet una sintaxi general que funciona per a totes les arquitectures suportades. La sintaxi general inclou directives d'assemblador i un mètode per comentar. La sintaxi predeterminada és la sintaxi AT&T.

### Directives
GAS utilitza directives d'assemblador (també conegudes com pseudoops), que són paraules clau que comencen amb un punt que es comporten de manera similar a les directives del preprocessador en el llenguatge de programació C. Tot i que la majoria de les directives d'assemblador disponibles són vàlides independentment de l'arquitectura de destinació, algunes directives depenen de la màquina.
Des de la versió 2.10, la sintaxi Intel es pot utilitzar mitjançant l'ús de la directiva.intel_syntax.

## Ús
Com que és el back-end d'una suite de compiladors popular, és a dir, GCC, el GNU Assembler s'utilitza molt àmpliament per compilar programari de codi obert modern. El GAS s'utilitza sovint com a assemblador en sistemes operatius Linux juntament amb un altre programari GNU. També es pot trobar una versió modificada de GAS al paquet d'eines de desenvolupament de macOS des d'OS X.